# Jesús García Gutiérrez
Jesús García Gutiérrez (Huixquilucan, Estado de México, 30 de diciembre de 1875 - Ciudad de México, 1958) fue un sacerdote, historiador y académico mexicano. Se especializó en la historia eclesiástica de la Nueva España y México, sus obras son providencialistas y conservadoras.  Defendió la tradición occidental representada por España rechazando las raíces prehispánicas. Se pronunció en contra de lo que consideró la intervención del Estado en asuntos eclesiásticos, del laicismo, y en general, del camino que siguió el gobierno federal después de la Revolución mexicana. 

## Semblanza biográfica
Estudió Filosofía, Teología y Derecho canónico en el Seminario Conciliar de México, se ordenó sacerdote en 1900. Fue vicario de las parroquias de Tizayuca y Ameca. Después fue asignado a las parroquias de San Cosme y de la Magdalena de las Salinas en la Ciudad de México. En 1912, fue capellán de Coro de la Basílica de Santa María de Guadalupe. Terminada la Revolución mexicana fue capellán en la Capilla de Merced de las Huertas y en la iglesia del Espíritu Santo en Tacubaya, así como de capellanías particulares en colegios religiosos. Fue promotor fiscal de la Arquidiócesis de México, juez sinodal, censor eclesiástico y canónigo honorario de la Basílica de Guadalupe.
En 1919, fue miembro fundador de la Academia Mexicana de la Historia en la cual ocupó el sillón N° 8. Fue miembro de la Sociedad Mexicana de Geografía y Estadística, de la Sociedad Científica “Antonio Alzate” y de la Academia de Historia de Santa María de Guadalupe, de la cual llegó a ser presidente. Su obra es apologética de la Iglesia católica y combativa contra el régimen del Estado, en 1935 utilizó el seudónimo de "Félix Navarrete" para publicar libros que denunciaban la persecución religiosa en la República mexicana.  Murió en la Ciudad de México en 1958.

## Obras publicadas
Colaboró en publicaciones periódicas como El Apostolado de la Cruz, La Tribuna, La Voz de México, El Tiempo Ilustrado y El Siglo XX. Entre sus libros destacan:
- Apuntamientos de historia eclesiástica mejicana, en 1922.
- La poesía religiosa en Méjico: siglos XVI a XIX, en 1929.
- Primer siglo guadalupano, en 1931.
- Sí hay persecución religiosa en México: ¡Aquí están las pruebas!, con el seudónimo de Lic. Félix Navarrete, en 1935.
- La lucha entre el poder civil y el clero a la luz de la historia: o sea, comentario al estudio histórico y jurídico del señor licenciado don Emilio Portes Gil, procurador general de la República, con el seudónimo de Félix Navarrete, en 1935.
- Lo que México, debe a la Iglesia, en 1939.
- Apuntamientos para una bibliografía crítica de historiadores guadalupanos, en 1939.
- Apuntes para la historia del origen y desenvolvimiento del regio patronato indiano hasta 1857, en 1941.
- Santos y beatos de América, en 1946.
- La Iglesia Católica en la América española: antes y después de la Independencia: apuntamientos históricos hechos para los alumnos de la clase de Historia Universal en el Seminario Conciliar de Méjico, en 1950.
- Bulario de la Iglesia mejicana: documentos relativos a erecciones, desmembraciones, etc. de diócesis mejicanas, en 1951.
- De Cabarrús a Carranza: la legislación anticatólica en México, en 1957.
- Acción anticatólica en Méjico, en 1959.
- La masonería en la historia en las leyes de Méjico, en 1962.